# СК СУМ Крила (Чикаго)

Емблема СК СУМ Крила (Чикаго)

СК СУМ «Крила» (Соккер-Клуб Спілки української молоді «Крила»; Wings Soccer Club Chicago)  — американський спортивний клуб з міста Чикаго. 
Заснований українськими емігрантами 1952 року при Спілці української молоді. 